# Micrométéoroïde

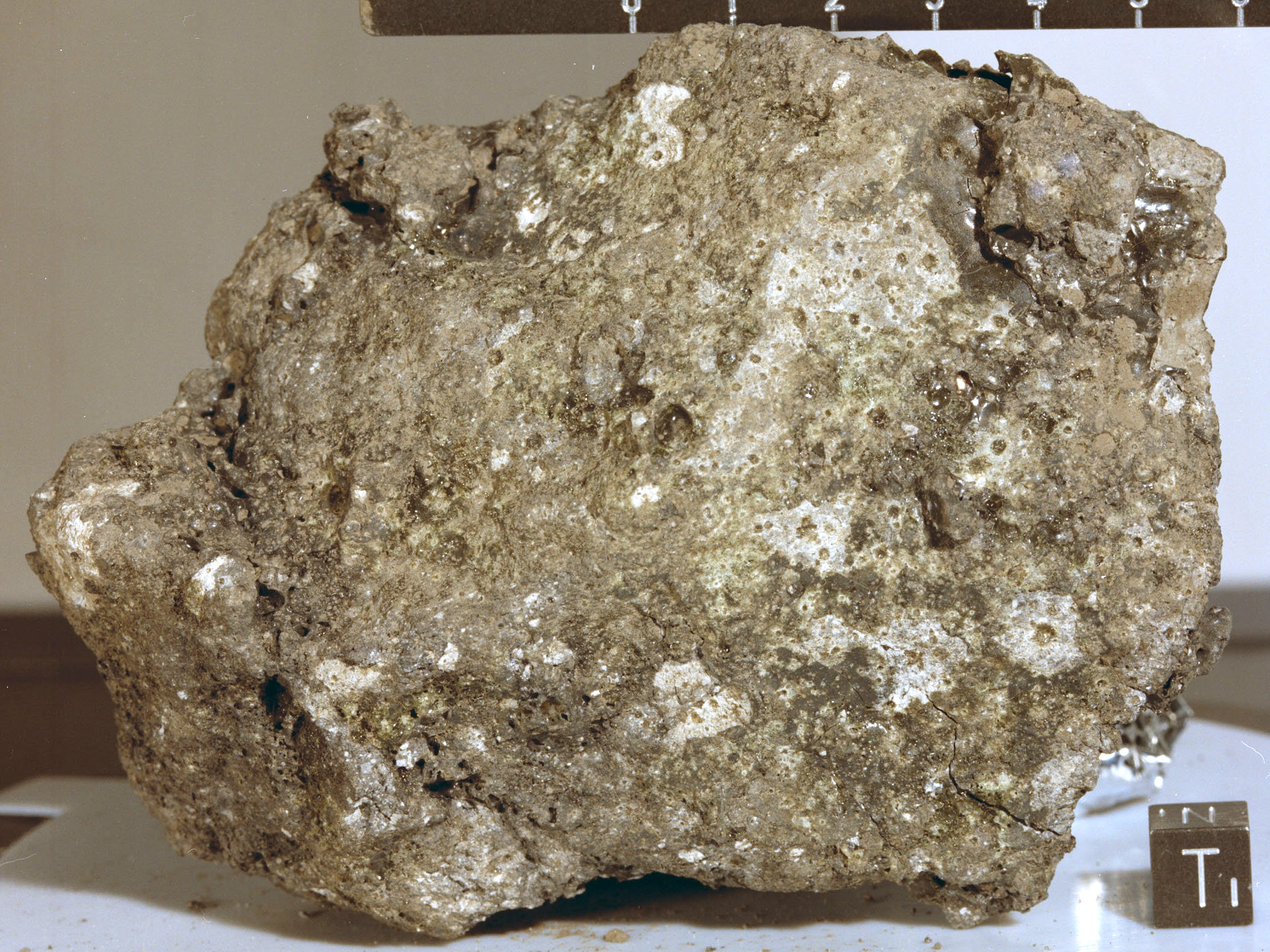
Échantillon lunaire 61195 de Apollo 16 qui montre plusieurs microcratères sur sa surface causés par des impacts de micrométéoroïdes.

Un micrométéoroïde est un petit météoroïde, c'est-à-dire une petite particule de matière se déplaçant dans l'espace, dont la masse ne dépasse pas un gramme. Ce sont généralement de très petits morceaux de roche ou de métal qui se sont détachés d'un plus gros amas de roche et de débris qui datent souvent de la naissance du système solaire. 
Les micrométéoroïdes sont extrêmement communs dans l'espace. Les petites particules sont une contribution majeure à l'érosion spatiale. Malgré leur faible masse, ils constituent un danger pour tout type de véhicule spatial en raison de leur très grande vitesse de déplacement, de l'ordre de plusieurs kilomètres par seconde, qui leur confère une très grande énergie cinétique.

Animation illustrant la différence entre un météoroïde, un météore et une météorite.

Le micrométéoroïde ne doit pas être confondu avec la micrométéorite, qui est la particule qui se retrouve à la surface de la Terre après son passage dans l'atmosphère terrestre et l'impact au sol.

## Historique
En 1957, Hans Pettersson a effectué une des premières tentatives d'estimation du volume des poussières spatiales arrivant à la surface de la Terre qu'il a estimé à environ 14 300 000 tonnes par année. Mais une quantité aussi importante aurait dû ensevelir avec le temps l'ensemble des reliefs de la Lune (non soumis à l'érosion) sous une couche de poussière beaucoup plus importante que ce qui était observé. En 1961, Arthur C. Clarke popularise l'hypothèse de mers de poussière recouvrant l'ensemble de la surface de la Lune dans son roman Les Gouffres de la Lune.
Dans le contexte du programme Apollo, qui vise à faire atterrir des hommes sur la Lune, la question de la quantité de micro-météorides dans l'espace et à la surface de la Lune devient particulièrement importante. De nouvelles études sont lancées pour effectuer une estimation plus précise. Plusieurs engins spatiaux sont lancés dans les années 1960 pour mesurer directement le flux de micrométéoroïdes dans l'espace (satellites Pegasus) et pour estimer directement la quantité de poussière présente à la surface de la Lune (atterrisseurs Surveyor). Les données collectées démontrèrent que le flux est beaucoup plus réduit que ce qui avait été évalué. Environ 10 000 à 20 000 tonnes tombent sur Terre chaque année. Aussi la surface de la Lune n'est que partiellement enfouie sous la poussière. La majorité des échantillons lunaires qui sont ramenés par les missions du programme Apollo présentent des traces d'impacts de micrométéoroïdes, baptisés « microcratère », sur leur face supérieure.
Les micrométéoroïdes suffisamment petits réussissent à éviter un échauffement significatif lors de leur entrée dans l'atmosphère de la Terre. La récolte de telles particules par des aéronefs volant en haute altitude a commencé dans les années 1970. Depuis ce temps, ces échantillons de poussières interplanétaires récupérées dans la stratosphère (nommées particule de Brownlee avant que leur origine extraterrestre soit confirmée) sont devenus une composante importante des matériaux extraterrestres disponibles pour les études en laboratoire sur Terre.
De nombreux véhicules spatiaux (dont Lunar Orbiter 1, Luna 3, Mars 1 et Pioneer 5) ont transporté des détecteurs de micrométéoroïdes.

## Caractéristiques physiques
Les micrométéoroïdes ont une orbite moins stable que les météoroïdes en raison du plus grand rapport entre la surface et leur masse. Les micrométéoroïdes qui tombent sur la Terre sont capables de fournir des informations sur l'échelle millimétrique des événements de réchauffements de la nébuleuse solaire. Les météorites et les micrométéorites (comme ils sont nommés après leur arrivée sur la surface de la Terre) ne peuvent être récupérés que dans des régions où il n'y a pas de sédimentation terrestre, soit généralement dans les régions polaires. La glace est récupérée puis fondue et filtrée pour que les micrométéorites puissent être extraites sous un microscope. 
Lorsqu'ils frappent la surface de la Lune, ou de tout autre corps céleste dépourvu d'atmosphère ou comportant une atmosphère ténue (Mercure, astéroïdes, etc.), la fonte et la vaporisation qui en résultent causent un assombrissement et d'autres changements optiques dans le régolithe.

## Effets sur l'exploration spatiale

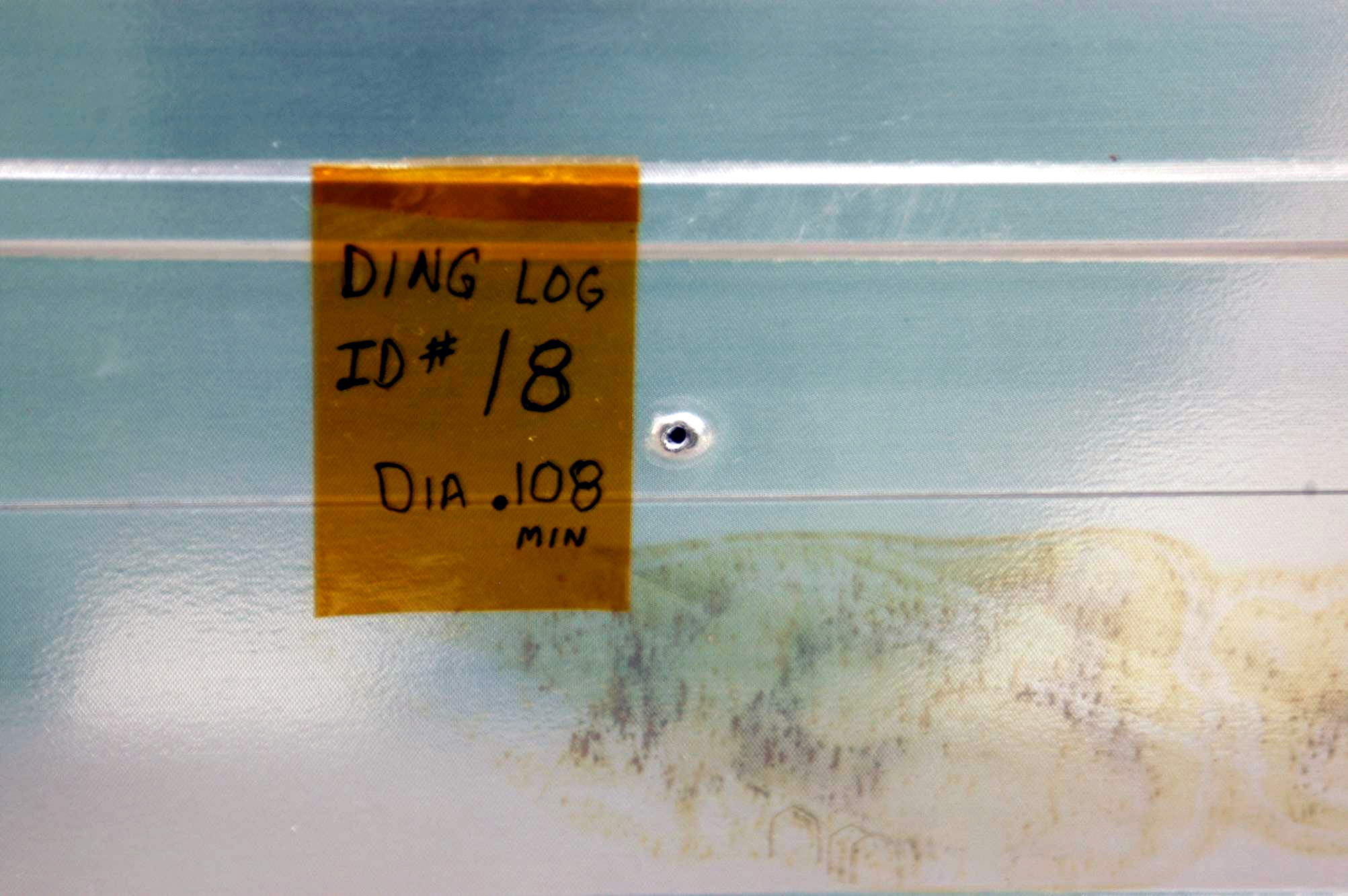
Impact d'un micrométéoroïde sur la navette Atlantis lors de la mission STS-115.

Tout comme les débris spatiaux, auxquels ils sont parfois associés sous le vocable MMOD (Micrometeoroid and Orbital Debris), les micrométéoroïdes posent un risque significatif pour l'exploration spatiale. La vitesse moyenne des micrométéoroïdes par rapport à un véhicule spatial en orbite est de l'ordre de 10 000 mètres par seconde,. Même si la petite taille de la majorité des micrométéoroïdes limite les dommages encourus, les impacts à haute vélocité vont constamment dégrader le revêtement extérieur des véhicules d'une manière similaire au sablage. Ils causent des abrasions superficielles et des trous microscopiques, ce qui fait en sorte qu'une exposition à long terme peut en venir à menacer le bon fonctionnement des systèmes des véhicules spatiaux. Les impacts peuvent également provoquer une pénétration partielle, une perforation, un écaillage, une déformation locale ou des bris secondaires, qui peuvent entraîner des défaillances critiques.
Le risque est particulièrement élevé pour des objets qui demeurent dans l'espace pendant de longues périodes de temps, comme les satellites. Ils posent également des défis majeurs d’ingénierie dans les systèmes théoriques de décollage à faible coût comme les propulsions captives, les ascenseurs spatiaux et les aérostats orbitaux.

### Protections

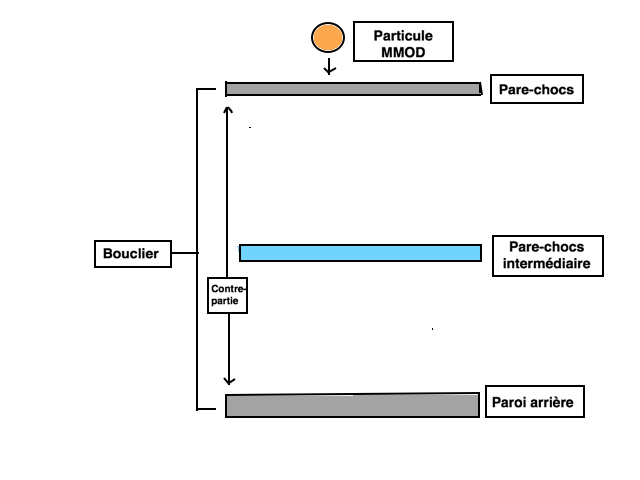
Structure de protection contre les micrométéoroïdes.

La résistance aux impacts de micrométéoroïdes et des débris spatiaux est un défi de conception significatif pour les créateurs de véhicules spatiaux et de combinaisons spatiales (voir Thermal Micrometeoroid Garment (en)). Les systèmes de protection mis en œuvre doivent limiter le risque qu'un impact endommage les systèmes des engins spatiaux et compromettent la navigabilité. 
Un type de blindage de vaisseau spécifique, le bouclier Whipple, utilise plusieurs couches de tissu en céramique léger pour agir comme « pare-chocs ». Des écrans légers basés sur ce concept sont utilisés notamment sur la Station spatiale internationale , située en orbite terrestre basse, où les impacts de MMOD sont fréquents. Sur toute la surface de  la station exposée dans l'espace, différents éléments de protection sont appliqués pour gérer l'impact inévitable de ces  particules trop petites pour qu'elles puissent les suivre avec des radars et qu'on puisse les manœuvrer pour les éviter. Un volet mobile protège les hublots lorsqu'ils ne sont pas utilisés. Ces hublots quatre lames de verre successives : une lame destinée à la protection contre les micrométéorides et les débris spatiaux, deux lames pour gérer le différentiel de pression entre l'intérieur et le vide de l'espace, et une lame de verre intérieure anti-rayures. Ces lames de verre superposées sont conçues pour pouvoir être remplacées en cas d'impact.

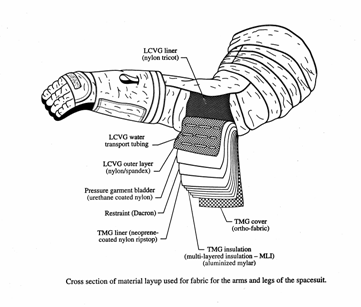
Schéma d'une combinaison spatiale de la NASA.

Pour protéger les astronautes durant les sorties extravéhiculaires, plusieurs mesures sont prises :
- La combinaison spatiale portée par les astronautes comprend plusieurs couches de protection anti-météorides.
- L'un des risques courus par les astronautes est indirectement lié aux micrométéorides et aux débris spatiaux. Ceux-ci viennent notamment frapper les mains courantes auxquelles les astronautes se tiennent durant leurs sorties. Les lèvres des micro-cratères formés par l'impact sont particulièrement coupantes et risquent de perforer les gants portés par les astronautes comme ce fut le cas lors de la sortie extravéhiculaire de Rick Mastracchio (mission STS-118) qui dut être interrompue pour cette raison. Pour limiter ce risque, les gants sont renforcés au niveau des points de contact et les mains courantes sont régulièrement inspectées[12]